# Ahuacatitlán Cuarto y Quinto Cuartel
Ahuacatitlán Cuarto y Quinto Cuartel är en ort i kommunen Temascalcingo i delstaten Mexiko i Mexiko. Samhället hade 1 486 invånare vid folkräkningen 2020.